# Front de libération du Québec

FLQ:s flagga.

Front de libération du Québec, (franska för Québecs befrielsefront, FLQ) var en quebekisk självständighetssträvande grupp som bildades 1963 och främst var baserad i Montréal. Under tio års tid genomförde gruppen en serie attacker mot regeringsbyggnader, bombattentat och rån i Kanada.